# Ancilibracon
Ancilibracon är ett släkte av steklar. Ancilibracon ingår i familjen bracksteklar.
Kladogram enligt Catalogue of Life:
| Ancilibracon | \| \| Ancilibracon bakeri \| \| \| \| \| \| Ancilibracon townesi \| \| \| \| |
|              | \| \| Ancilibracon bakeri \| \| \| \| \| \| Ancilibracon townesi \| \| \| \| |
|              | Ancilibracon bakeri                                                          |
|              |                                                                              |
|              | Ancilibracon townesi                                                         |
|              |                                                                              |